# 二(双氮)二［1,2-二(二苯基膦基)乙烷］钼
二(双氮)二[1,2-二(二苯基膦基)乙烷]钼是一种配位化合物，化学式为Mo(N2)2(dppe)2，它是在空气中相对稳定的橙黄色固体。它是第一个被发现的钼的双氮配合物。

## 结构
Mo(N2)2(dppe)2是八面体配合物，具有理想的D2h点群对称性。双氮配体沿金属中心处于反式位置，Mo-N的键长为2.01 Å，N-N的键长为1.10 Å。